# Ремингтон модель 1858
В 1857 году Элифалет Ремингтон создал свой револьвер. Он имел неразъёмную рамку, восьмигранный ствол, ввинченный в рамку. Шестизарядный барабан имеет прямоугольные прорези для стопора. Ударно-спусковой механизм одинарного действия; барабан поворачивался при взведении курка. Спусковая скоба сделана из латуни. Активно использовался во время Гражданской войны в США. Какое-то время был популярнее револьвера Кольта.